# آلبدو ۰٫۳۹
آلبدو ۰٫۳۹ یک آلبوم استودیویی از آهنگساز الکترونیک یونانی ونجلیس است که در سال ۱۹۷۶ منتشر شد. این دومین آلبوم تولید شده توسط ونجلیس در استودیو نمو لندن بود. این آلبوم با آلبوم قبلی او، بهشت و جهنم، که از سبک کلاسیک الهام گرفته شده بود، در تضاد است و این آلبوم دارای سبک بلوز و جاز است. این اولین آلبوم او در ۲۰ آلبوم برتر بریتانیا بود.

## نمای کلی
این آلبوم یک آلبوم مفهومی با موضوع فیزیک فضا است. عنوان آن الهام گرفته شده از ایده سپیدایی (آلبدوی) یک سیاره است، سپیدایی نسبت نوری است که سیاره دریافت می‌کند و به فضا بازتاب می‌دهد. عنوان آلبوم به میانگین مقدار سپیدایی سیاره زمین که در سال ۱۹۷۶ محاسبه شد (مقدار فعلی ۰٫۳۰ است) اشاره دارد.
این آلبوم همانند آلبوم بهشت و جهنم، در سال ۱۹۷۷ در رویال آلبرت هال اجرا شد

## انتشار
این آلبوم به رتبه ۱۸ در نمودارهای آلبوم بریتانیا رسید. در سال ۲۰۱۱ این آلبوم به همراه بهشت و جهنم و مارپیچ در ۳ سی‌دی منتشر شد. در سال ۲۰۱۳ این آلبوم در نسخه ریمستر شده و بازنشر شده توسط اسوتریک رکوردینگز منتشر شد.

## نقدها
| بررسی انتقادی | بررسی انتقادی |
| منبع          | رتبه‌بندی      |
| ------------- | ------------- |
| Allmusic      | [ ۹ ]         |

مایک دیگن از آل‌میوزیک این آهنگ‌ها را به‌عنوان «سفرهای مسحورکننده از ریتم‌های مختلف که شامل عناصر جاز و راک ملایم است» توصیف کرد.

## فهرست آهنگ
تمام آهنگ‌ها توسط ونجلیس نوشته و تنظیم شده است.
| قسمت اول   | قسمت اول               | قسمت اول |
| شماره      | نام                    | مدت      |
| ---------- | ---------------------- | -------- |
| ۱.         | «Pulstar»              | ۵:۴۵     |
| ۲.         | «Freefall»             | ۲:۲۰     |
| ۳.         | «Mare Tranquillitatis» | ۱:۴۵     |
| ۴.         | «Main Sequence»        | ۸:۱۵     |
| ۵.         | «Sword of Orion»       | ۲:۰۵     |
| مجموع مدت: | مجموع مدت:             | ۲۰:۱۰    |

| قسمت دوم   | قسمت دوم                   | قسمت دوم |
| شماره      | نام                        | مدت      |
| ---------- | -------------------------- | -------- |
| ۶.         | «Alpha»                    | ۵:۴۵     |
| ۷.         | «Nucleogenesis (Part One)» | ۶:۱۵     |
| ۸.         | «Nucleogenesis (Part Two)» | ۵:۵۰     |
| ۹.         | «Albedo 0.39»              | ۴:۳۰     |
| مجموع مدت: | مجموع مدت:                 | ۲۲:۲۰    |